# DC Elseworlds
DC Elseworlds (DCE) ist die offizielle Bezeichnung der Sammlung von DC-Filmen und -serien, die nicht Teil von Franchises wie dem Arrowverse oder dem DC Extended Universe sind. Dazu gehören die beiden Realfilme Joker und The Batman, aber auch alle DC Universe Animated Original Movies.
Die einzelnen Filme und Fernsehserien haben keinen Zusammenhang, mit Ausnahme der Fortsetzungen, Prequels und Ablegern zu den jeweiligen Filmen.

## Filme

### Realfilme
| Nr.     | Veröffentlichung (Deutschland) | Titel               | Regie            | Drehbuch                    | Produktion                                                           |
| ------- | ------------------------------ | ------------------- | ---------------- | --------------------------- | -------------------------------------------------------------------- |
| 01      | 10. Okt. 2019                  | Joker               | Todd Phillips    | Todd Phillips, Scott Silver | Bradley Cooper, Todd Phillips, Emma Tillinger Koskoff                |
| 02      | 3. März 2022                   | The Batman          | Matt Reeves      | Matt Reeves, Peter Craig    | Dylan Clark, Matt Reeves                                             |
| 03      | 3. Okt. 2024                   | Joker: Folie à Deux | Todd Phillips    | Todd Phillips, Scott Silver | Joseph Garner, Todd Phillips, Emma Tillinger Koskoff                 |
| Zukunft |                                |                     |                  |                             |                                                                      |
| 04      | 1. Okt. 2027                   | The Batman Part II  | Matt Reeves      | Matt Reeves, Mattson Tomlin | Dylan Clark                                                          |
| TBA     | TBA                            | Constantine 2       | Francis Lawrence | Akiva Goldsman              | J. J. Abrams, Akiva Goldsman, Hannah Minghella, Lauren Shuler Donner |
| TBA     | TBA                            | Superman            | –                | Ta-Nehisi Coates            | J. J. Abrams, Hannah Minghella                                       |
| TBA     | TBA                            | The Batman 3        | –                | –                           | –                                                                    |

### Animationsfilme
| Veröffentlichung (Deutschland) | Titel               | Regie     | Drehbuch                 | Produktion               |
| ------------------------------ | ------------------- | --------- | ------------------------ | ------------------------ |
| 8. Dez. 2023                   | Merry Little Batman | Mike Roth | Morgan Evans, Jase Ricci | Rebecca Palatnik         |
| TBA                            | The Jurassic League | –         | Brian Lynch              | James Gunn, Peter Safran |

## Fernsehserien
| Serie           | Staffeln | Episoden | Premiere (Deutschland) | Finale        | Showrunner     | Status      |
| --------------- | -------- | -------- | ---------------------- | ------------- | -------------- | ----------- |
| Teen Titans Go! | 9+       | 387+     | 1. Dezember 2014       | –             | –              | Laufend     |
| Harley Quinn    | 4+       | 47+      | 29. September 2021     | –             | –              | Laufend     |
| Superman & Lois | 4        | 53       | 24. November 2022      | 2. Dez. 2024  | Todd Helbing   | Beendet     |
| The Penguin     | 1        | 8        | 20. Sep. 2024          | 11. Nov. 2024 | Lauren LeFranc | Beendet     |
| Arkham Asylum   | 1        | –        | –                      | –             | Antonio Campos | Entwicklung |

### The Penguin
Die Serie The Penguin spielt eine Woche nach The Batman und handelt von dem gleichnamigen Charakter, der wieder von Colin Farrell dargestellt wird. Die Dreharbeiten zur Serie begannen Anfang März 2023. Erscheinen ist sie im September 2024.

### Arkham Asylum
Die Serie war ursprünglich als Gotham Central geplant, sie sollte ein Jahr vor den Geschehnissen in The Batman spielen. Im Mittelpunkt der Serie hätte ein Polizist des Gotham City Police Departements gestanden, jedoch verriet der Regisseur Matt Reeves in einem Interview, dass die Serie umbenannt und sich um die psychiatrische Einrichtung Arkham Asylum drehen wird. Antonio Campos wird trotzdem als Showrunner fungieren. Reeves sagte selbst, dass die Serie einem Horrorfilm ähneln wird.

## Rezeption

### Einspielergebnisse
Stand: 23. Dezember 2024
| Film                | Einspielergebnisse in US-Dollar | Einspielergebnisse in US-Dollar | Einspielergebnisse in US-Dollar | Budget        | Quelle        |
| Film                | Nordamerika                     | Deutschland                     | Weltweit                        | Budget        | Quelle        |
| ------------------- | ------------------------------- | ------------------------------- | ------------------------------- | ------------- | ------------- |
| Joker               | 335.477.657                     | 43.824.558                      | 1.074.458.282                   | 55 Millionen  | [ 8 ]         |
| The Batman          | 369.345.583                     | 19.930.212                      | 770.945.583                     | 200 Millionen | [ 9 ]         |
| Joker: Folie à Deux | 58.300.287                      | 9.439.318                       | 206.400.287                     | 200 Millionen | [ 10 ]        |
| Gesamt:             | 763.123.527                     | 73.194.088                      | 2.051.804.152                   | 455 Millionen | 455 Millionen |

### Kritiken
Die ersten beiden Filme stießen auf gemischte Kritiken, wurden jedoch bei der Mehrheit der Fans und des Publikums positiv aufgenommen. The Batman bekam überwiegend positive Kritiken (Stand: 23. Dezember 2024).
| Film                | Rotten Tomatoes     | Metacritic       | IMDb                        |
| ------------------- | ------------------- | ---------------- | --------------------------- |
| Joker               | 69 % (600 Kritiken) | 59 (60 Kritiken) | 8,4 (1.506.512 Bewertungen) |
| The Batman          | 85 % (523 Kritiken) | 72 (68 Kritiken) | 7,8 (846.571 Bewertungen) 0 |
| Joker: Folie à Deux | 31 % (358 Kritiken) | 45 (62 Kritiken) | 5,2 (132.264 Bewertungen) 0 |

### Auszeichnungen (Auswahl)
Die Filme konnten bisher 2 Oscars gewinnen und wurden für 12 Oscars nominiert. Sie gewannen 3 BAFTA Awards und wurden für 12 nominiert.

#### Oscars
Joker
- Auszeichnung in der Kategorie bester Hauptdarsteller an Joaquin Phoenix
- Auszeichnung in der Kategorie beste Filmmusik an Hildur Guðnadóttir
- Nominierung in der Kategorie bester Film
- Nominierung in der Kategorie beste Regie an Todd Phillips
- Nominierung in der Kategorie bestes adaptiertes Drehbuch an Todd Phillips und Scott Silver
- Nominierung in der Kategorie beste Kamera an Lawrence Sher
- Nominierung in der Kategorie bestes Kostümdesign an Mark Bridges
- Nominierung in der Kategorie bestes Make-up und Frisuren an Nicki Ledermann und Kay Georgiou
- Nominierung in der Kategorie bester Schnitt an Jeff Groth
- Nominierung in der Kategorie bester Ton an Tom Ozanich, Dean A. Zupancic und Tod A. Maitland
- Nominierung in der Kategorie bester Tonschnitt an Alan Robert Murray

The Batman
- Nominierung in der Kategorie bestes Make-up und Frisuren an Michael Fontaine, Naomi Donne und Michael Marino
- Nominierung in der Kategorie bester Ton an Stuart Wilson, Will Files, Douglas Murray und Andy Nelson
- Nominierung in der Kategorie beste visuelle Effekte an Dan Lemmon, Russell Earl, Anders Langlands und Dominic Tuohy

## Musik

### Film-Soundtracks
| Titel                                       | Veröffentlichung (USA) | Länge   | Komponist                  | Label            |
| ------------------------------------------- | ---------------------- | ------- | -------------------------- | ---------------- |
| Constantine (Original Motion Picture Score) | 15. Februar 2005       | 051:47  | Brian Tyler & Klaus Badelt | Varèse Sarabande |
| Joker (Original Motion Picture Soundtrack)  | 27. September 2019     | 036:26  | Hildur Guðnadóttir         | WaterTower Music |
| The Batman                                  | 25. Februar 2022       | 1:55:59 | Michael Giacchino          | WaterTower Music |

### Serien-Soundracks
| Titel                                            | Veröffentlichung (USA) | Länge | Komponist | Label |
| ------------------------------------------------ | ---------------------- | ----- | --------- | ----- |
| Superman & Lois (Original Television Soundtrack) |                        |       | Dan Romer |       |